# Hiromi Taniguchi
Hiromi Taniguchi (Japans: 谷口 浩美, Taniguchi Hiromi) (Nango (Prefectuur Miyazaki), 5 april 1960) is een voormalige Japanse langeafstandsloper. Hij nam tweemaal deel aan de Olympische Spelen en schreef meerdere grote marathons op zijn naam, zoals: Londen (eenmaal), Tokio (driemaal) en Rotterdam (eenmaal). Zijn grootste prestatie is het winnen van de marathon op de wereldkampioenschappen in 1991.

## Loopbaan
Taniguchi werd het meest bekend door het winnen van de gouden medaille op de marathon tijdens de wereldkampioenschappen in Tokio. Gelindo Bordin, olympisch kampioen en grootste favoriet voor deze wedstrijd, behaalde slechts een achtste plaats. Deze marathon werd gelopen onder extreme warmte en luchtvochtigheid, wat resulteerde in een langzame eindtijd van 2:14.57.
Verdere successen van Taniguchi zijn een tweede plaats in 2:10.08 achter zijn landgenoot Takeyuki Nakayama op de marathon van de Aziatische Spelen in 1986 en een achtste plaats op de Olympische Spelen in Barcelona. Zijn persoonlijk record van 2:07.40 op de marathon liep hij in 1988 op de marathon van Peking.
Taniguchi is de enige Japanner ooit, die met hardlopen goud won op een WK of Olympische Spelen.

## Persoonlijk record
| Onderdeel | Prestatie | Datum           | Plaats |
| --------- | --------- | --------------- | ------ |
| marathon  | 2:07.40   | 16 oktober 1988 | Peking |

## Palmares

### 5000 m
- 1985: 3?e Japanse kamp. in Tokio - 13.56,08

### 10.000 m
- 1986: 6e Japanse kamp. - 28.55,27
- 1989:  Hyogo Relays in Kobe - 28.34,18
- 1989: 5e Mitsubishi International Meeting '89 in Tokio - 28.54,19
- 1989: 12e Japanse kamp. - 28.42,57

### 5 km
- 1992:  Unzen Charity in Nagasaki - 15.05

### 10 km
- 1997:  Mission Inn in Riverside - 30.15

### halve marathon
- 1998:  halve marathon van Las Vegas - 1:02.54
- 1998:  halve marathon van San Diego - 1:08.21
- 1998:  halve marathon van La Jolla - 1:08.07
- 1999:  halve marathon van Fukuoka - 1:06.16

### 30 km
- 1982:  Miyazaki - 1:34.26

### marathon
- 1985:  marathon van Oita - 2:13.16
- 1985:  marathon van Fukuoka - 2:10.01
- 1986:  Aziatische Spelen in Seoel - 2:10.08
- 1986: 7e marathon van Tokio - 2:11.42
- 1987:  Londen Marathon - 2:09.50
- 1987:  marathon van Tokio - 2:10.06
- 1987: 6e marathon van Fukuoka - 2:12.14
- 1988: 9e marathon van Tokio - 2:13.16
- 1988:  marathon van Peking - 2:07.40
- 1989:  marathon van Tokio - 2:09.34
- 1989:  marathon van Hokkaido - 2:13.16
- 1990:  marathon van Rotterdam - 2:10.56
- 1991: 9e marathon van Tokio - 2:11.55
- 1991:  WK in Tokio - 2:14.57
- 1992: 8e OS in Barcelona - 2:14.42
- 1993: 4e Boston Marathon - 2:11.02
- 1993: 38e marathon van Fukuoka - 2:22.28
- 1994: 4e marathon van Rotterdam - 2:10.46
- 1995: 4e marathon van Otsu - 2:11.51
- 1995: 7e marathon van Fukuoka - 2:10.42
- 1996: 19e OS in Atlanta - 2:17.26
- 1997: 4e marathon van Tokio - 2:11.26
- 1997: 8e marathon van Honolulu - 2:19.27
- 1998: 8e marathon van San Diego - 2:17.12
- 1998: 20e marathon van Sydney - 2:27.28
- 1999: 14e marathon van Nagano - 2:22.08
- 1999: 10e marathon van Sapporo - 2:20.13
- 2000: 12e marathon van Seoel - 2:18.28
- 2000: 17e marathon van Sydney - 2:25.08

1983 Robert de Castella ·
1987 Douglas Wakiihuri ·
1991 Hiromi Taniguchi ·
1993 Mark Plaatjes ·
1995 Martín Fiz ·
1997 Abel Anton ·
1999 Abel Anton ·
2001 Gezahegne Abera ·
2003 Jaouad Gharib ·
2005 Jaouad Gharib ·
2007 Luke Kibet ·
2009 Abel Kirui ·
2011 Abel Kirui ·
2013 Stephen Kiprotich ·
2015 Ghirmay Ghebreslassie ·
2017 Geoffrey Kirui ·
2019 Lelisa Desisa ·
2022 Tamirat Tola ·
2023 Victor Kiplangat
- CiNii: DA0811458X
- World Athletics: 14206345
- Bibliotheek van het Japanse parlement: 00259961
- Virtual International Authority File: 251133646